# Josip Žičkar

Josip Žičkar, slovenski katoliški duhovnik in politik, * 12. februar 1846, Raztez, † 27. september 1905, Dunaj.

## Življenje in delo
Rodil se je očetu kmetu Mihaelu in materi Jožici (rojeni Resnik). Po končani ljudski šoli v Brestanici je v Celju končal gimnnazijo (1867) ter študiral bogoslovje v Mariboru in bil 1870 posvečen. Kaplan je bil v Vojniku (1871–1875) in Celju (1875–1887), župnik v Vitanju (1888–1900) in na Vidmu (1900–1905), kjer je bil tudi dekan.
V Celju je bil od 1876 podpredsednik Čitalnice, leta 1879 je ustanovil Katoliško podporno društvo, kateremu je bil načelnik in s prostovoljnimi darovi postavil novo šolsko poslopje, ga 1881 izročil šolskim sestram, ki so 1877 v Celju odprle slovensko zasebno dekliško šolo, učil tu verouk in kot deželni poslanec 1881 izposloval, da je postala javna šola. V Vitanju je ustanovil bralno društvo, posojilnico in delavsko podporno društvo, dal prenoviti in poslikati baročno Marijino cerkev »na Hriberci«. Tu je bil predstojnik kaplanu Antonu Aškercu (1891–1892); trditev, da ga je tožil na ordinariatu (Marja Boršnik, Aškerc, življenje in delo, 1939, 104), je glede na Žičkarjevo načelno doslednost verjetna, manjka pa zanjo arhivska dokumentacija. Na Vidmu je dopolnil opremo nove župnijske cerkve, postavil kaplanijo, preuredil cerkveno petje, ustanovil župnjski ubožni zavod. Leta 1901 je bil pobudnik pri ustanovitvi političnega društva Sava (za brežiški in sevniški okraj), pripravil pravila društva in mu predsednikoval.
Za deželnega poslanca je bil na listi Slovenskega političnega društva za Spodnjo Štajersko izvoljen dvakrat (1896, 1902). Bil je član finančnega odseka in odseka za sirotišnice, sodeloval pri gospodarskih in političnih razpravah, se zavzemal za: zakon o kmečkih domovih (zaustavil naj bi razkosavanje zemljišč), kmečke zadruge, za regulacijo Sotle, Savinje in drugih voda, podržavljenje železniške proge Poljčane–Slovenske Konjice in njeno podaljšanje do Zreč, zgraditev ceste Lesično–Slivnica pri Celju, ustanovitev slovenske meščanske in obrtne šole. V interpelacijah je predlagal med drugim  poldnevni šolski pouk v hribovitih krajih, slovenski jezik v javni upravi in na sodiščih, slovenske napise na železnici in poštah. Ko je začel deželni zbor podpirati ponemčevalna društva (Südmark, Schulverein) in nemške dijaške domove v Celju in na Ptuju je maja 1899 z drugimi slovenskimi poslanci zbornico zapustil in se vrnil šele 1903.
Leta 1897 je bil izvoljen v državni zbor. Pred odhodom na Dunaj je izjavil, da bo kot poslanec deloval v poslanski skupini jugoslovanskih poslancev, ker pa poslanska skupina ni bila ustanovljena, je vstopil v Slovansko krščansko narodno zvezo, poznejši Slovanski centrum. Prizadeval si je, da bi se slovenski in hrvaški poslanci združili, do česar je prišlo 1902. V državnem zboru je bil član socialnopolitičnega odbora in odbora za pomoč v nezgodah, po 1901 tudi kmetijskega odbora in odbora za prošnje. Dosegel je, da so ob elementarnih nesrečah slovenski kraji prejeli državno podporo ali olajšave dajatev. Zagovarjal je težnje po slovenski gimnaziji v Celju, po slovenski univerzi, narodni enakopravnosti v šolah in uradih, protestiral zaradi zaplemb slovenskega tiska in drugo. Septembra 1905 je že bolan odšel na Dunaj, v zbornici mu je postalo slabo in je v bližnjem samostanu piaristov umrl. Pokopan je na Vidmu. Večji politik ni bil, a si je z drobnim delom pridobil veliko popularnost. Kot dobrotnika dijaštva ga je akademsko društvo Danica 1895 imenovalo za častnega člana.